# Marco Belinelli
Marco Stefano Belinelli (* 25. března 1986 San Giovanni in Persiceto) je italský basketbalista. Měří 196 cm a váží 100 kg, hraje na křídle a jeho silnou zbraní je střelba z dálky (při NBA All-Star Weekend v roce 2014 vyhrál soutěž v hodech ze tříbodové vzdálenosti).
Je odchovancem klubu Vis Persiceto. Profesionálně hrál od roku 2002 za Virtus Pallacanestro Bologna, kde v šestnácti letech debutoval v Eurolize. Po přestupu do týmu městského rivala Fortitudo Bologna byl v roce 2004 finalistou Euroligy a v roce 2005 získal italský titul i vítězství v superpoháru. V roce 2007 odešel do zámořské National Basketball Association, kde hrál za Golden State Warriors, Toronto Raptors, New Orleans Hornets, Chicago Bulls, San Antonio Spurs, Sacramento Kings, Charlotte Hornets, Atlanta Hawks, Philadelphia 76ers a opět San Antonio Spurs. V roce 2014 se stal se San Antoniem prvním italským vítězem NBA. V roce 2020 se vrátil do vlasti a stal se kapitánem týmu Virtus Boloňa, s nímž vyhrál v roce 2021 italskou nejvyšší soutěž a v roce 2022 ULEB Eurocup.
Za italskou basketbalovou reprezentací odehrál 154 utkání. Startoval na mistrovství světa v basketbalu mužů 2006 (9. místo), na mistrovství světa v basketbalu mužů 2019 (10. místo) a na pěti evropských šampionátech: 2007, 2011, 2013, 2015 a 2017.
Boloňská radnice mu v roce 2014 udělila ocenění Nettuno d'oro.